# (80806) 2000 CM105
(80806) 2000 CM105, também escrito como (80806) 2000 CM105, é um objeto transnetuniano que foi descoberto no dia 6 de fevereiro de 2000 e é classificado como um cubewano. o mesmo possui uma magnitude absoluta (H) de 6,7 e, tem cerca de 160 km de diâmetro. Este corpo celeste é um sistema binário, o outro componente, o S/2005 (80806) 1, possui um diâmetro estimado em cerca de 121 km.

## Órbita
A órbita de (80806) 2000 CM105 tem um semieixo maior de 42,119 UA e um período orbital de cerca de 273 anos. O seu periélio leva o mesmo a 39,227 UA do Sol e seu afélio a uma distância de 45,012 UA.